# 姆巴卡人
姆巴卡人（Mbaka people）是分布於中非共和國與剛果民主共和國一帶的民族，人數約30萬人左右，使用姆巴卡語與法語。

## 知名人物
- 巴泰勒米·波岡達
- 大衛·達可
- 讓-巴都·卜卡薩